# Ratpenat de cap pla
El ratpenat de cap pla (Myotis planiceps) és una espècie de ratpenat de la família dels vespertiliònids. És endèmic de Mèxic. El seu hàbitat natural són els boscos montans. Es tracta d'un animal insectívor. Està amenaçat per la pèrdua d'hàbitat i només en queden uns 250 individus madurs.